# Rimbach-près-Guebwiller
Rimbach-près-Guebwiller (Duits: Rimbach bei Gebweiler) is een gemeente in de Elzas in de Franse regio Grand Est en telt 244 inwoners (1999). De plaats maakt deel uit van het arrondissement Guebwiller.

## Geografie
De oppervlakte van Rimbach-près-Guebwiller bedraagt 4,8 km², de bevolkingsdichtheid is 50,8 inwoners per km².
De onderstaande kaart toont de ligging van Rimbach-près-Guebwiller met de belangrijkste infrastructuur en aangrenzende gemeenten.

## Demografie
Onderstaande figuur toont het verloop van het inwonertal (bron: INSEE-tellingen).